# Tachigali davidsei
Tachigali davidsei là một loài thực vật có hoa trong họ Đậu. Loài này được Zarucchi & Herend. miêu tả khoa học đầu tiên năm 1998.